# Abschluss (Malcolm mittendrin)
Abschluss (Originaltitel Graduation) ist die 22. Episode der siebten Staffel und zugleich das Serienfinale der US-amerikanischen Comedyserie Malcolm mittendrin. Nachdem die Einschaltquoten in den vorherigen Jahren stark zurückgegangen waren, entschied sich der US-Sender Fox, diese Folge als die letzte zu produzieren und die Serie nach der siebten Staffel einzustellen. (siehe auch Malcolm mittendrin#Absetzung der Serie und Neuauflage)

## Handlung
Während Malcolm Probleme mit der Finanzierung seines Colleges hat, beginnt Reese mit der Arbeit als stellvertretender Hausmeister bei seiner Highschool. Von seinem Vorgesetzten Al erfährt er jedoch, dass er diesen Job nur befristet für maximal 30 Tage haben kann, da die Schule sonst kein Geld hätte. Um aber doch noch länger arbeiten zu können, schmiedet er den Plan, eine so große Sauerei anzurichten, die für ihre Beseitigung mehr als 30 Tage dauern würde. Währenddessen schreibt Malcolm an der Abschiedsrede, die er am letzten Schultag seinem kompletten Jahrgang vortragen muss. Zusammen mit seiner Großmutter, die zusammen mit Francis und Piama angereist kommt, entwickelt Reese unterdessen eine Art Bombe, mit der sie die Schule verschmutzen wollen. Zur selben Zeit versucht Familienvater Hal, das noch benötigte Geld für Malcolms College aufzutreiben und probiert es sogar – zwar erfolglos – auf illegalem Wege.
Tage darauf haben Stevie und Malcolm gemeinsam in Malcolms Haus ein Vorstellungsgespräch mit Cedrick Hampton, einem Vertreter einer Computer-Firma und langjährigem Freund von Stevies Vater. Am Ende des Gesprächs wird Malcolm von ihm gefragt, ob er bei seiner Firma zu einem sehr guten Gehalt anfangen würde. Malcolm will dies zwar bejahen, doch seine Mutter kommt ihm zuvor und sagt dankend ab. Einige Minuten später will die komplette Familie mit dem Auto los zur Schule fahren. Unentdeckt der Familie lagert Reese im Kofferraum seine mit Ida hergestellte Bombe, die er in der Schule explodieren lassen will. Nachdem diese aber völlig unerwartet schon hochgeht, ist die ganze Familie mit Dreck am ganzen Körper beschmiert. Während sie sich im Garten reinigen, legt sich Malcolm mit seiner Mutter an, da sie ihm seinen Traumjob wegnahm. Sie aber bleibt bei ihrer Meinung und argumentiert damit, dass er unbedingt auf die Harvard-Universität gehen müsse, um genug zu leiden und nie glücklich zu sein. Sie meint, er brauche dies, um genug Erfahrung zu haben, um später einmal Präsident der Vereinigten Staaten zu werden, was von Anfang an ihr Plan gewesen sei.
Während des Abschlusses später mit allen Schülern und deren Verwandten in der Aula der Schule lässt Francis aus Versehen einen Angestellten-Ausweis fallen, den sein Vater bemerkt. Daraufhin erzählt ihm Francis von seinem neuen Job, bittet ihn aber auch darum, nichts seiner Mutter zu erzählen, da sie sonst keinen Streit mehr miteinander hätten. Kurz darauf kommt Malcolm zu Wort mit seiner Abschlussrede, in der er davon erzählt, dass man von seiner Familie immer – egal, wo man ist – begleitet wird.
Zum Schluss der Folge wird gezeigt, wie das Leben der einzelnen Hauptcharaktere drei Monate später aussieht: Wie in der allerersten Folge (Malcolm, der Held) endet auch die allerletzte Folge der Serie mit dem Song „Better Days (And the Bottom Drops Out)“ der Band Citizen King. Dewey und Jamie verstecken sich in einem Schrank vor der aufgebrachten Lois. Dabei erkennt Dewey, dass er und Jamie von nun an ihren Spaß haben werden. Mittlerweile wohnt Reese bei Craig und feiert gerade mit ihm dessen Geburtstag. Francis verheimlicht immer noch vor seiner Mutter, längst einen Job gefunden zu haben und erzählt es ihr auch nicht am Telefon. Als er das Gespräch beendet, küsst er seine Frau Piama, verspricht ihr, um fünf Uhr wieder da zu sein, und verlässt das Haus. Abends zu Hause im Bett ist Hal darüber erfreut, dass sich alles doch zum Guten entwickelt hat. Daraufhin kommt Lois aus dem Bad und zeigt ihm einen positiven Schwangerschaftstest, weshalb Hal laut schreit. Als Hausmeister angezogen telefoniert Reese in seiner ehemaligen Highschool mit Malcolm, der sich im College befindet und ebenfalls Hausmeisterarbeiten erledigen muss, um sich seine Ausbildung zu finanzieren, und erzählt ihm, dass er nun der neue unbefristete Hausmeister ist, da sein Vorgänger gekündigt wurde. Malcolm berichtet, dass es ihm sehr gut geht, muss aber auflegen, um noch rechtzeitig zu seinem Kurs zu kommen und läuft los.

## Besetzung und Synchronisation
Serienschöpfer Linwood Boomer hat einen Gastauftritt.
| Figur                  | Darsteller                         | Deutscher Sprecher   |                                     |
| ---------------------- | ---------------------------------- | -------------------- | ----------------------------------- |
| Malcolm                | Frankie Muniz Noah Matthews (jung) | Wilhelm-Rafael Garth | Protagonist                         |
| Lois                   | Jane Kaczmarek                     | Martina Treger       | Malcolms Mutter                     |
| Hal                    | Bryan Cranston                     | Bodo Wolf            | Malcolms Vater                      |
| Reese                  | Justin Berfield                    | Nick Forsberg        | Malcolms älterer Bruder             |
| Dewey                  | Erik Per Sullivan                  | Kevin Winkel         | Malcolms jüngerer Bruder            |
| Francis                | Christopher Kennedy Masterson      | Sebastian Schulz     | Malcolms ältester Bruder            |
| Jamie                  | James und Lukas Rodriguez          |                      | Malcolms jüngster Bruder            |
| Piama                  | Emy Coligado                       | Dorette Hugo         | Francis’ Frau                       |
| Craig                  | David Anthony Higgins              | Andreas Fröhlich     | Arbeitskollege von Malcolm und Lois |
| Ida                    | Cloris Leachman                    | Hannelore Fabry      | Lois’ Mutter                        |
| Abraham „Abe“ Kenarban | Gary Anthony Williams              | Reinhard Scheunemann | Stevies Vater                       |
| Stevie Kenarban        | Craig Lamar Traylor                | Michael Verona       | Malcolms bester Freund              |
| Cedrick Hampton        | Lamont Thompson                    | Tobias Kluckert      |                                     |
| Al                     | Raymond O’Connor                   | Hans Hohlbein        | Hausmeister der Schule              |

## Rezeption
Am 13. Januar 2006 gab der US-Sender Fox bekannt, dass diese Folge die letzte von Malcolm mittendrin sein würde. Am 14. Mai 2006 erfolgte um 20:30 Uhr EDT ihre Erstausstrahlung, die durchschnittlich von etwa 7,4 Millionen Zuschauern gesehen wurde (womit die höchsten Einschaltquoten der Staffel erfasst wurden) und dabei mehr als das Doppelte des Staffel-Durchschnitts von bis dahin 3,56 Millionen Zuschauern erreichte. Sie hatte hierbei ein Nielsen Rating von 4,3. Die deutschsprachige Erstausstrahlung erfolgte am 18. November 2006 um 14:45 Uhr.
Für diese Folge sowie für die Folge Reeses Braut – Teil 1 gewann Cloris Leachman, Schauspielerin von Großmutter Ida, 2006 einen Emmy-Award in der Kategorie Outstanding Guest Actress in a Comedy Series.